# Ракета (киновселенная Marvel)
Ено́т Раке́та (англ. Rocket Raccoon), ранее Раке́та  (англ. Rocket)  — персонаж из медиафраншизы «Кинематографическая вселенная Marvel» (КВМ), основанный на одноимённом персонаже «Marvel Comics». Данное имя персонажа является его псевдонимом, полное имя персонажа «89P13».
Будучи наёмником со своим другом Грутом, в 2014 году, Ракета, по заказу Йонды Удонта сталкивается с Питером Квиллом и Гаморой на планете Ксандар. Однако их всех арестовывает полицейская организация «Корпус Нова» и заключает в тюрьму «Килн». В ней герои сталкиваются с Драксом Разрушителем и сбегают из тюрьмы. В дальнейшем, команда формирует себе название «Стражи Галактики» и успешно противостоит фанатику Крии Ронану Обвинителю, однако в результате битвы погибает Грут. Ракета сохраняет веточку от Грута и сажает её в горшок. Через несколько месяцев, команда сталкивается с Эго и побеждает его, однако при этом гибнет друг Ракеты — Йонду Удонта. В 2018 году, команда узнает от Тора, что межгалактический титан Танос начинает свой поход за Камнями Бесконечности. Ракета соглашается сопровождать Тора на Нидавеллир, взяв с собой Грута, в то время как остальная часть команды отправляется на Забвение к Таносу. Ракета помогает Тору изготовить Громсекиру и участвует в дальнейшей битве в Ваканде. После щелчка Таноса, Ракета остается в живых, однако вся его команда исчезает, включая Грута. Через 5 лет, Ракета, в команде Мстителей отменяет действия Таноса и участвует в битве за Землю с возвращенной командой. После похорон Тони Старка, Ракета возвращается вместе со своей командой в космос. Позднее они со Стражами обосновываются на Забвении, но после столкновения с создателем Ракеты Высшим Эволюционером команда распадается.
Роль Ракеты в КВМ с помощью технологий захвата движения исполняет американский актер Шон Ганн, а озвучивает персонажа американский актер Брэдли Купер. Впервые, Ракета появляется в фильме «Стражи Галактики» (2014) и в дальнейшем становится одной из центральных фигур в КВМ, появившись в семи фильмах по состоянию на 2023 год.
Альтернативные версии Ракеты из Мультивселенной появляются в мультсериале «Что, если…?» (2021), но только в качестве камео.

## Концепция и создание

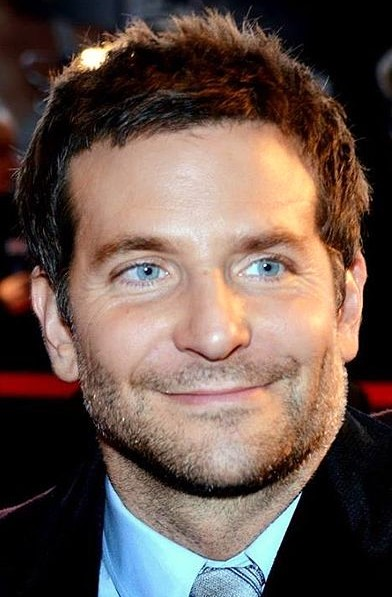
Актёр озвучивания Ракеты, Брэдли Купер, в 2014 году

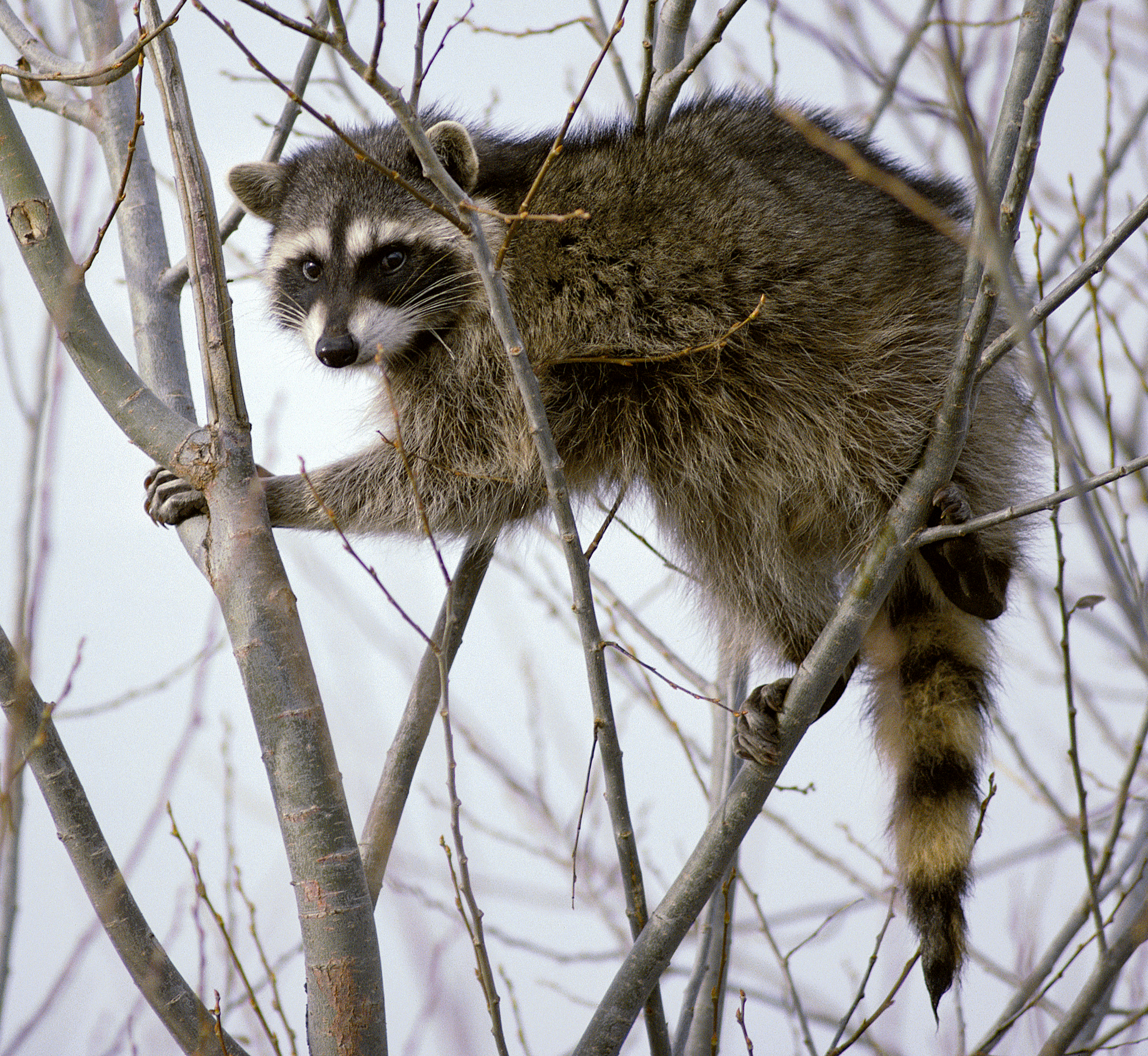
Типичный земной енот

Персонаж комиксов был создан Биллом Мэнтло и Китом Гиффеном и вдохновлён песней группы The Beatles «Rocky Raccoon». Реактивный Енот впервые появился в «Marvel Preview» #7 (лето 1976), в сюжете «The Sword in the Star» под именем «Рокки». В следующий раз он появился в «The Incredible Hulk» #271 (май 1982), где выясняется, что «Рокки» — это сокращение от «Ракета». В 1985 году он получил свою собственную ограниченную серию из четырёх выпусков, и в послесловии к первому выпуску сам Мэнтло утверждал, что это был тот же самый персонаж, которого видели в «Preview», где рисовальщиком был Майк Миньола, а контуровщиками были Эл Гордон и Элом Милгром. Ракета появился в «Quasar» #15 в 1990 году, а затем появился в трёх выпусках «Sensational She-Hulk» в 1992 году (#44-46). Персонаж появился всего в десяти комиксах за первые тридцать лет своего существования. Помимо краткого появления в выпуске «Exiles» 2006 года, Реактивный Енот был затем замечен в ограниченных сериях «Annihilation: Conquest» и «Annihilation: Conquest — Star-Lord» 2007 года и их спин-оффе, новом томе «Guardians of the Galaxy». Он оставался постоянным членом команды серии, пока она не была отменена в выпуске #25 в 2010 году.
Президент Marvel Studios Кевин Файги впервые упомянул «Стражей Галактики» в качестве потенциального фильма на «San Diego Comic-Con International» в 2010 году, заявив: «Есть также некоторые смутные названия, такие как „Стражи Галактики“. Я думаю, что в последнее время они были забавно переработаны в комиксах». Файги вновь высказал эту мысль в сентябрьском выпуске «Entertainment Weekly» за 2011 год, сказав, что «есть возможность сделать большую космическую эпопею, на которую „Тор“ как бы намекает, в космической стороне» Кинематографической вселенной Marvel. Файги добавил, что если фильм будет снят, то в нём будет ансамбль персонажей, как это было в «Людях Икс» и «Мстителях». На San Diego Comic-Con International 2012 Файги объявил, что фильм находится в активной разработке, и что предполагаемой датой выхода будет 1 августа 2014 года. Он сказал, что титульная команда фильма будет состоять из персонажей Звёздного Лорда, Дракса Разрушителя, Гаморы, Грута и Ракеты. В августе 2013 года Marvel объявила, что Брэдли Купер будет озвучивать Ракету в «Стражах Галактики».

## Характеризация
В «Стражах Галактики» Ракета был охарактеризован как генетически модифицированный охотник за головами со внешностью енота, наёмник и мастер оружия и тактики боя. Ганн работал с живыми енотами, чтобы получить правильное представление о персонаже и убедиться, что это «не мультяшный персонаж», сказав: «Это не Багз Банни среди Мстителей, это настоящий, маленький, несколько искалеченный зверь, который одинок. Во вселенной нет никого похожего на него, он был создан этими парнями, чтобы быть подлой боевой машиной». Ганн также основал персонажа на самом себе. Описывая Ракету по отношению к остальным Стражам, Купер сказал: «Я думаю, что Ракета динамичен. Он что-то вроде Джо Пеши из „Славных парней“».
Купер озвучил Ракету, в то время как Шон Ганн (младший брат Джеймса) был дублёром персонажа во время съёмок. Джеймс Ганн сказал, что для роли Ракеты некоторые физические движения Купера, включая мимику и движения рук, были записаны в качестве потенциальных отсылок для аниматоров, хотя большая часть актёрской игры Шона Ганна используется на протяжении всего фильма. Шон отметил, что они «как бы наткнулись» на процесс его выступления на съёмочной площадке, так как они «не были уверены, как мы собираемся создать этого персонажа». Тот же процесс продолжал использоваться для всех последующих появлений Ракеты. До того, как Купер получил роль, Джеймс Ганн сказал, что было непросто найти голос для Ракеты, что он искал кого-то, кто мог бы сбалансировать «быстро говорящие речевые паттерны, которые есть у Ракеты, но также может быть забавным, потому что он действительно забавный. Но также имеет сердце, которое есть у Ракеты. Потому что на самом деле есть несколько довольно драматических сцен с Ракетой». В дополнение к голосу Купера и движениям Шона Ганна, появление Ракеты было основано на реальном еноте по имени Орео.. Джеймс Ганн сказал об этом процессе: «Нам нужен был енот, чтобы изучить, как он выглядел и его поведение, чтобы наш экранный енот, который создан с помощью CGI, был реалистичным. Наш Ракета основан на сочетании нашего актёра озвучивания Брэдли Купера, нашего актёра на съёмочной площадке, моего брата Шона Ганна, движений, поведения и внешнего вида [енота] Орео, а также моей собственной анимации» Ганн привёл Орео на премьеру фильма на красной дорожке..
В фильме «Стражи Галактики. Часть 2» Шон Ганн снова выступал в качестве дублёра персонажа во время съёмок, и выступление Купера также использовалось. Шон Ганн сказал, что «у Ракеты такой же кризис веры [что и в первом фильме] о том, принадлежит ли он к этой семье», а Джеймс Ганн добавил: «На самом деле речь идёт о том, чтобы Ракета смирился с принятием своего места в группе людей, что, вероятно, казалось хорошей идеей», когда они были героями вместе в конце первого фильма, но теперь «ему просто не очень нравится эта идея». Файги заявил, что отношения между Ракетой и Грутом изменились, сказав: «Грут был защитником Ракеты в первом фильме, [и теперь] Ракета является защитником Грута».
Енот Орео умер в 2019 году, в возрасте десяти лет.

## Биография персонажа

### Происхождение
Ракета родился в зоопарке в Северной Америке на Земле. Когда он был ещё детёнышем, его вместе со стаей енотов забрал с собой Высший Эволюционер. На Ракете проводят нелегальные генетические и кибернетические эксперименты и помещают в другую клетку, где сидят трое других подопытных животных, с которыми он заводит дружбу. Когда их троих убивает Высший Эволюционер при попытке сбежать с помощью ключ-карты, которую Ракета собрал из мусора и электроники в своей клетке, Ракета нападает на Высшего Эволюционера, царапает ему лицо когтями и сбегает, пробравшись на корабль. Спустя некоторое время после побега он знакомится с Грутом, антропоморфным деревом.
В 2023 году Джеймс Ганн рассказал, что написал сюжет для короткометражного фильма о знакомстве Ракеты и Грута, однако на воплощение идеи не хватило времени. По сюжету в подземной тюрьме робот Тибиус Ларк перед смертью передаёт Грута Ракете, который затем собирает оружие для побега из деталей погибшего робота.

### Страж Галактики
На планете Ксандар Ракета и Грут пытаются захватить Питера Квилла за вознаграждение, вмешиваясь в борьбу между Квиллом и Гаморой за обладание Сферой, содержащей в себе Камень Силы, приобретённой Квиллом. Все четверо арестовываются Корпусом Нова и отправлены в космическую тюрьму Килн. Ракета разрабатывает план побега из Килна, и они убегают вместе с заключённым Килна, Драксом Разрушителем. Затем пятеро отправляются на Забвение, чтобы продать Сферу Коллекционеру, где Ракета и Дракс, выпив, вступают в конфронтацию. После этого, Дракс призывает Ронана, чтобы противостоять ему. Однако когда Ронан прибывает, он избивает Дракса и заполучает Сферу. Ракета хочет бежать, но Грут и извинения Дракса убеждают его помочь спасти Ксандар от нападения Ронана. В то время как другие члены группы сражаются с Ронаном на борту его корабля «Чёрная астра», Ракета на корабле Опустошителей влетает в Тёмную Астру, в результате чего Астра начинает падать на Ксандар. Грут, использует свое тело, чтобы защитить Ракету и других во время падения, в результате чего в процессе падения, Грут погибает, однако Ракета и другие выживают. Оставшиеся Стражи отвлекают Ронана, в то время как Ракета сооружает оружие. Используя его, Ракета уничтожает Косми-прут Ронана с Камнем Силы. В результате этого Стражам удаётся получить контроль над Камнем Силы и уничтожить Ронана. Ракета сажает в горшок саженец, срезанный с Грута, который начинает потихоньку взрастать.

### Противостояние Эго
Несколько месяцев спустя, Ракета и остальные Стражи нанимаются Суверенами, чтобы отбиться от межпространственного Абилиска, атакующего их ценные батареи, в обмен на Небулу. Раздражённый высокомерием Суверенов, Ракета крадёт некоторые из их батарей, заставляя флот Суверенов преследовать и атаковать корабль Стражей. Они приземляются на планету Берхерт, где Квилл встречает своего отца, которым оказывается Эго — первобытный Целестиал, проявляющий человеческий аватар, который позволяет ему взаимодействовать с другими расами. Квилл, Гамора и Дракс отправляются с Эго на его планету, в то время как Ракета и Грут остаются, чтобы отремонтировать корабль и наблюдать за Небулой. Опустошители прибывают в поисках Квилла и после боя захватывают Ракету и Грута и освобождают Небулу. Опустошители восстают против своего лидера, Йонды Удонта, и на борту корабля Опустошителей Ракета, с помощью маленького Грута, закрепляет на голове Йонду новый гребень, и убивает вместе с Йонду большую часть корабля Опустошителей, за исключением отколовшегося квартала, в котором они отправляются на планету Эго. Они узнают, что Эго — это злая живая планета, стремящаяся захватить вселенную, сделав её собой. Квилл отвлекает Эго с помощью своих новообретённых целестиальных сил, пока Ракета собирает бомбу, которую малыш Грут помещает в мозг Эго. Бомба внутри Эго взрывается, уничтожая планету. Позже Ракета и остальные Стражи устраивают похороны пожертвовавшего собой Йонду.
Некоторое время спустя Ракета слышит взрыв на «Квадранте», приходит туда и находит Грута. Ракета не может злиться на Грута, так как тот даёт ему свой рисунок с изображением Стражей. После этого Ракету едва не засасывает в открытый космос, однако Грут успевает его спасти.

### Война бесконечности
Четыре года спустя, Ракета и Стражи реагируют на сигнал бедствия и натыкаются на Тора, плавающего в космосе среди обломков уничтоженного корабля «Властитель» после нападения Таноса. Тор рассказывает им о плане Таноса — получить все Камни Бесконечности, после чего, Ракета соглашается сопровождать Тора на Нидавеллир, чтобы помочь ему создать ему новое оружие — Громсекиру, чтобы убить Таноса, в то время как остальные Стражи отправляются на Забвение, чтобы попытаться заполучить Камень Реальности раньше Таноса. По пути Ракета выдаёт Тору протез глаза, сворованный с Контраксии. Они находят заброшенный Нидавеллир и встречают короля гномов Эйтри. Все четверо работают вместе, чтобы создать Громсекиру, также наделяющую Тора силой Биврёста. Тор переносит себя, Ракету и Грута в Ваканду на Земле через Биврёст, и все трое помогают Мстителям, Баки Барнсу и армии Ваканды в битве против Аутрайдеров. Несмотря на тяжёлое ранение, Танос активирует Перчатку Бесконечности, щёлкает пальцами и телепортируется на отдалённую планету. Ракета беспомощно наблюдает, как Грут, как и другие земляне, рассыпается в прах.

### Член Мстителей
Ракета и Небула остаются единственными членами Стражей Галактики, пережившими «Щелчок» Таноса, во время которого Танос использовал Камни Бесконечности, чтобы уничтожить половину всей жизни во Вселенной. Определив местоположение Таноса, Ракета отправляется со Стивом Роджерсом, Наташей Романофф, Брюсом Бэннером, Джеймсом Роудсом, Тором, Кэрол Дэнверс и Небулой в космос, в надежде получить Камни Бесконечности и использовать их для устранения ущерба, однако узнают, что Танос уничтожил Камни с помощью их же силы, чтобы его работа никогда не была бы отменена. Поняв, что ситуация неисправима, Тор обезглавливает Таноса.
Пять лет спустя, Ракета, вместе с Небулой и Кэрол патрулируют космические корабли в космосе. Через некоторое время, Тони Старк обнаруживает способ путешествия во времени с помощью частицы Пима. Ракета сопровождает Брюса Бэннера в Новый Асгард, чтобы убедить подавленного Тора вернуться на базу Мстителей и помочь им в деле. На главном брифинге Ракета, вместе с другими Мстителями обсуждают операцию «Хрононалёт» — операцию, направленную на изъятие альтернативных версий Камней Бесконечности из прошлого, чтобы отменить действия Таноса. Тор и Ракета отправляются в Асгард альтернативного 2013 года, чтобы найти Камень Реальности, поглощённый в Джейн Фостер в качестве Эфир. Ввиду состояния Тора, Ракете удаётся единолично изъять Эфир из тела Джейн, после чего Ракета встречает Тора, и они вместе возвращаются на базу Мстителей. Немного позднее, Ракета, Старк и Бэннер собирают новую нано-перчатку, помещают в неё альтернативные версии Камней и, не найдя другого выхода, отдают её Брюсу Бэннеру. Брюс успешно использует нано-перчатку и отменяет действие Щелчка Таноса. В это же время, базу Мстителей неожиданно атакует альтернативная версия Таноса из 2014 года, замуровав Ракету под разрушенным комплексом с Роудсом и Бэннером. Позднее, Скотт Лэнг спасает их, и Ракета присоединяется к битве против армии Таноса. Позже Ракета и восстановленные члены Стражей Галактики присутствуют на похоронах Тони Старка, пожертвовавшего своей жизнью, чтобы остановить Таноса. После похорон Старка, Ракета, вместе с Тором и Стражами Галактики покидают Землю.

### Воссоединение Стражей
Ракета, Тор и остальные Стражи, к которым присоединяется Краглин, возвращаются в космос и выполняют различные мелкие задания. В 2024 году, во время обороны планеты Индигарр, к ним присоединяется Корг и вместе они спасают планету от мародёров. После этого они получают множество сигналов бедствия в связи с появлением убийцы богов и разделяются с Тором, который отправляется на помощь Сиф.
В 2025 году Стражи выкупают Забвение у Коллекционер, а Ракета заводит дружбу с Космической собакой Космо, новым членом команды. Ракета и Стражи занимаются восстановлением Забвения после нападения на станцию. В том же году Ракета принимает участие в проведении рождественского праздника и получает от Небулы в подарок руку Барнса.

## Альтернативные версии
Ракета появляется в первом сезоне анимационного сериала «Disney+» Что, если...? в виде двух альтернативных версий самого себя (только в качестве камео):

### Межгалактическая вечеринка Тора
В альтернативной линии времени, Тор приглашает Ракету на межгалактическую вечеринку на Земле в Лас-Вегасе, Невада, после которой Ракета засыпает в раковине.

### Завоевание Альтрона
В альтернативной линии времени, Ракета, вместе с другими Стражами Галактики защищает планету Суверен от нападения Альтрона и погибает вместе с ними.

## Реакция
| Год  | Награда                          | Работа                      | Категория                              | Результат | Прим.  |
| ---- | -------------------------------- | --------------------------- | -------------------------------------- | --------- | ------ |
| 2015 | MTV Movie Awards                 | «Стражи Галактики»          | Лучший экранный дуэт (с Вином Дизелем) | Номинация | [ 37 ] |
| 2017 | Общество кинокритиков Вашингтона | «Стражи Галактики. Часть 2» | Лучшее озвучивание                     | Номинация | [ 38 ] |

## Комментарии
1. ↑  События «Magnum Opus», пятой серии мультсериала «Я есть Грут».